# Oscinella minuta
Oscinella minuta är en tvåvingeart som beskrevs av Becker 1911. Oscinella minuta ingår i släktet Oscinella och familjen fritflugor. Inga underarter finns listade i Catalogue of Life.